# 武爾鮑爾科格爾山

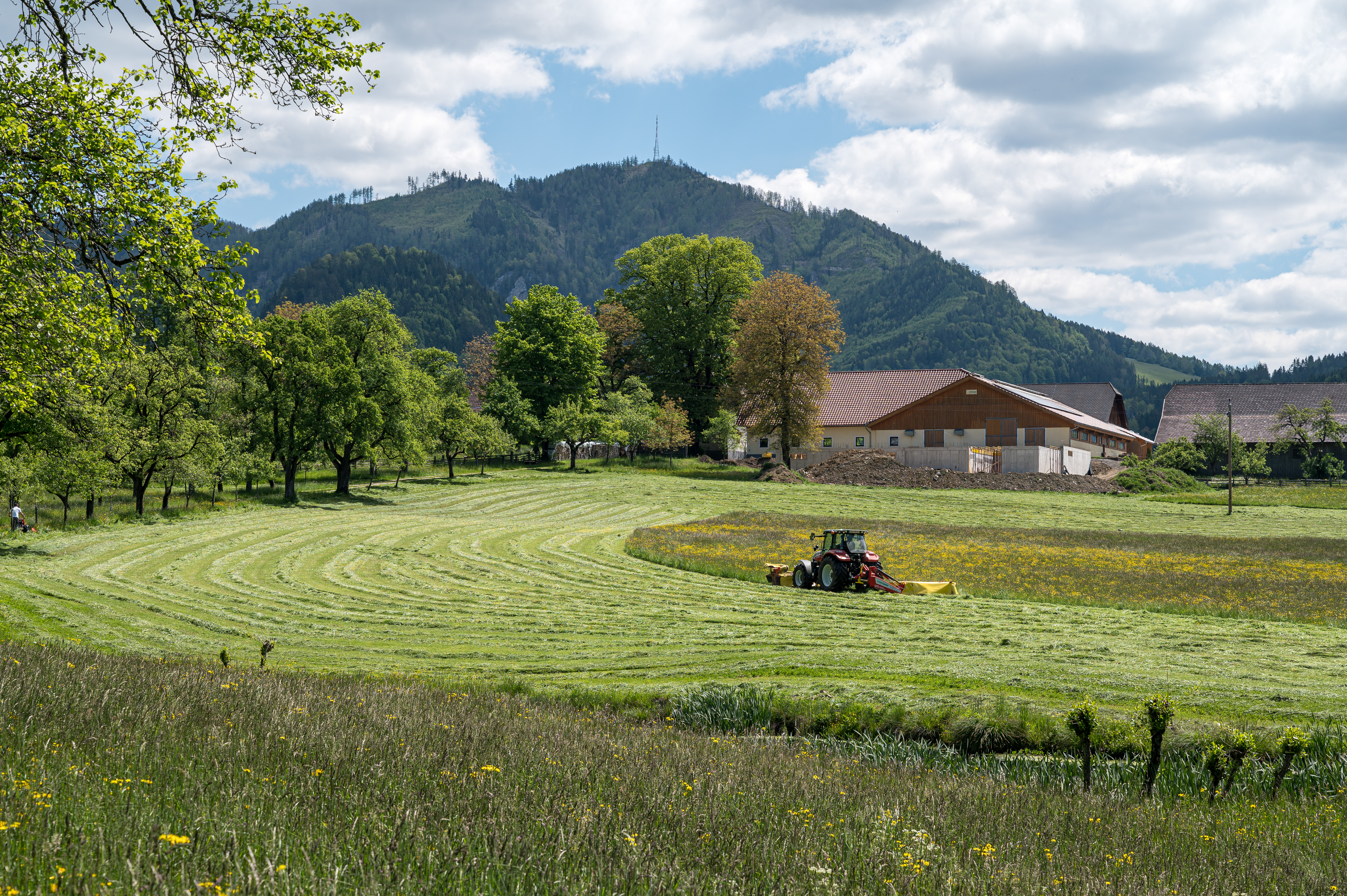

47°43′33″N 14°20′25″E / 47.72574°N 14.34029°E
武爾鮑爾科格爾山（德語：Wurbauerkogel），是奧地利的山峰，位於該國北部，由上奧地利州負責管轄，屬於上奧地利前阿爾卑斯山脈的一部分，海拔高度858米，每年平均降雨量1,578毫米。